# سلامة المياه

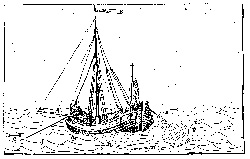
قارب الإنقاذ: هو مَركب إنقاذ يستخدم لرعاية السفينة المنكوبة أو الناجين منها لإنقاذ الطاقم والركاب

تشير سلامة المياه إلى الإجراءات والاحتياطات والسياسات المرتبطة بالسلامة في المسطحات المائية وحولها، حيث يوجد خطر الإصابة أو الغرق. إن لها تطبيقات في العديد من المهن والرياضة والأنشطة الترفيهية.[بحاجة لمصدر]

## الصناعات المصاحبة
تصنيع معدات السلامة البحرية والمائية.

## المهن المرتبطة

### حارس الإنقاذ
مروحية إنقاذ تابعة للبحرية الملكية تعمل فوق قارب
طائرة هليكوبتر إنقاذ أوكلاند في العمل
مروحية إنقاذ أوكلاند تعمل
الإنقاذ الجوي البحري (ASR أو A / SR ، المعروف أيضًا باسم الإنقاذ البحري الجوي ) هو البحث والإنقاذ المنسق (SAR) للناجين من عمليات الإنزال الطارئ في المياه، والأشخاص الذين نجوا من فقدان سفينتهم البحرية، أو ما طرأ لهم من خطر في البحر. ASR يمكن أن تشمل طائفة واسعة من الموارد بما في ذلك الطائرات البحرية والطائرات العمودية والغواصات وقوارب الإنقاذ والسفن. وقد تم تطوير المعدات والتقنيات المتخصصة. ويمكن للوحدات العسكرية والمدنية أن تقوم بالإنقاذ الجوي-البحري.
وقد وفرت عمليات الإنقاذ الجوي - البحري التي نفذت أثناء الحرب على رجال الطيران ذوي الخبرة والتدريب الكفوئين. علاوة على ذلك، فإن المعرفة بأن مثل هذه العمليات يجري تنفيذها عززت بشكل كبير من الروح المعنوية لأفراد الطاقم الجوي القتاليّ الذين ليسوا يواجهون رد الفعل العدائي المتوقع للعدو فقط، ولكن أيضًا مع احتمال حدوث خلل في الطائرات أثناء الرحلات الجوية الطويلة فوق الماء.

### خدمة قارب النجاة
قارب الإنقاذ: هو مَركب إنقاذ يستخدم لرعاية السفينة المنكوبة أو الناجين منها لإنقاذ الطاقم والركاب.  يمكن سحبها يدويًا أو تشغيلها بواسطة محرّك. قد تكون قوارب النجاة عبارة عن أنابيب صلبة مجمعة أو قابلة للنفخ أو مطاطية.
هناك ثلاثة أنواع من القوارب: الداخلية (المستخدمة في البحيرات والأنهار)، والساحلية (المستخدمة في المياه الساحلية) والخارجية (في المياه العميقة وبعيدًا عن البحر).  قارب الإنقاذ هو قارب مصمم بميزات متخصصة للبحث عن الأشخاص المعرضين للخطر وإنقاذهم في البحر أو في مصبات الأنهار. طالما كان ذلك ممكنًا، ستقوم قوارب النجاة عادةً بإجراء عمليات إنقاذ وسحب طفيفة لمساعدة البحارة في المحنة ومنع المخاطر الملاحية.

## التعليم والتدريب
ذكرت منظمة الصحة العالمية أن الغرق هو ثالث سبب رئيسي للوفاة غير المتعمدة في جميع أنحاء العالم، حيث يمثل 7٪ من جميع الوفيات المرتبطة بالإصابات.  يهدف التعليم والتدريب في مجال سلامة المياه إلى المساعدة في تجنب حوادث الغرق العرضي وزيادة الوعي بها والوفيات الأخرى المتعلقة بالمياه، وقد تشمل على سبيل المثال لا الحصر: حمامات السباحة وركوب القوارب والسلامة من الفيضانات.  تشمل المنظمات التي تقدم التعليم والتدريب: منظمة الصليب الأحمر الأمريكية، ومنظمة الصحة العالمية، والجمعية الملكية لإنقاذ الحياة في المملكة المتحدة، ولكن يمكن أيضًا أن تشمل الشركات الربحية.
يمكن أن تشمل الأدوات التعليمية المستخدمة الكتب والأغاني وحملات التوعية التي تستهدف المجتمعات المعرضة للخطر.   يمكن تخصيص المواد وفقًا لأنواع الإصابات والوفيات الأكثر شيوعًا المتعلقة بالمياه التي يخضع لها المجتمع، بالإضافة إلى معلومات عن الجزء الأكثر تعرضًا للخطر. من المحتمل أن تتضمن النصائح المقدمة في المواد ذات المحتوى التعليمي مثل ممارسات البِركة الآمنة، وكيفية تجنب مخاطر ركوب القوارب، وما يجب القيام به أثناء التحذير من فيضان أو آخر.  من أمثلة الحملات: حملة Weather.gov «استدر ولا تغرق» ، والتي توعّي الناس حول مخاطر القيادة في مياه الفيضانات.

## منظمات سلامة المياه
هناك العديد من الهيئات الحكومية وغير الحكومية في مجال سلامة المياه، بما في ذلك منظمات البحث والإنقاذ البحري، وجمعيات المنقذين، ومنظمات السلامة الأخرى التي تَعتبر سلامة المياه جزءًا من نطاقها.  